# Форт Грин Спрингс (Флорида)
Форт Грин Спрингс (енгл. Fort Green Springs) насељено је место без административног статуса у америчкој савезној држави Флорида.

## Демографија
По попису из 2010. године број становника је 231.
| Група             | 2000.    | 2010.       |
| Белци             | 0 (0,0%) | 183 (79,2%) |
| Афроамериканци    | 0 (0,0%) | 4 (1,7%)    |
| Азијати           | 0 (0,0%) | 2 (0,9%)    |
| Хиспаноамериканци | 0 (0,0%) | 41 (17,7%)  |
| Укупно            | 0        | 231         |